# Поллеунис, Одилон
Одилон Поллеунис (нидерл. Odilon Polleunis; 1 мая 1943, Синт-Трёйден, Лимбург — 20 сентября 2023, Синт-Трёйден, Фламандский регион) — бельгийский футболист, наиболее известный по выступлениям на позиции нападающего за «Сент-Трюйден» и сборную Бельгии. Лучший футболист года в Бельгии (1968).

## Биография

### Клубная карьера
Родился в Синт-Трёйдене. На профессиональном уровне дебютировал за «Сент-Трюйден». В 1973 году перешёл в «Моленбек», в котором за три сезона, стал чемпионом Бельгии в сезоне 1974/75 и победил в Амстердамском турнире. В сезоне 1976/77 играл за «КСК Тонгерен», выступавший во втором дивизионе. В 1968 году был признан Футболистом года в Бельгии.

### Карьера в сборной
В национальной сборной дебютировал 7 апреля 1968 года в товарищеском матче против Нидерландов (2:1), а также отличился дебютным голом. В отборочных матчах на ЧМ-1970, сделал хет-трик в победном матче против Финляндии (6:1) и забил один гол во встрече с Югославией (3:0).
В 1970 году, стал частью сборной на чемпионате мира 1970 года в Мексике, где сыграл в двух играх. На чемпионате Европы 1972 года, отличился голом в полуфинальном матче против ФРГ (2:1).

## Достижения
«Моленбек»
- Чемпионат Бельгии: 1974/75[5]
- Трофей Жюльен Папперт: 1975[5]
- Амстердамский турнир

Личные
- Футболист года в Бельгии: 1968[4]
- Футболист сезона в чемпионате Бельгии: 1971/1972[13]